# Carex alma
Carex alma är en halvgräsart som beskrevs av Liberty Hyde Bailey. Carex alma ingår i släktet starrar, och familjen halvgräs. Inga underarter finns listade i Catalogue of Life.